# Nathan Pond
Nathan Louis Pond (Preston, Inglaterra, Reino Unido, 5 de enero de 1985) es un futbolista profesional que juega como defensa o mediocampista defensivo en el club Bamber Bridge de la Northern Premier League de Inglaterra. Es internacional con la selección de fútbol de Montserrat.
Anteriormente jugó para Fleetwood Town durante un período de quince años, así como también con Lancaster City, Kendal Town, Grimsby Town, Salford City, AFC Fylde y AFC Telford United. A nivel internacional, representa a la  selección de fútbol de Montserrat.
Habiendo jugado en siete divisiones para Fleetwood a lo largo de seis promociones, Guinness reconoció a Pond por tener el récord mundial por aparecer en la mayor cantidad de divisiones diferentes con un solo club de fútbol.

## Carrera

### Primeros años y Fleetwood Town
Pond comenzó su carrera con el Lancaster City de Northern Premier League en 2003. Más tarde ese año se transfirió a Fleetwood Town.
Pond era el jugador actual con más años de servicio en el club, habiendo jugado un récord del club de 498 partidos desde 2003. incluidas seis promociones, sobre todo la promoción del club a la English Football League en 2012.
Se unió a Kendal Town en préstamo de un mes en diciembre de 2010, haciendo dos apariciones para el club. El préstamo era parte de un acuerdo, debido a la venta de Danny Rowe a Fleetwood.
El 10 de agosto de 2012, Pond se unió a Grimsby Town con un préstamo inicial de un mes. Habiendo hecho su primera aparición el 11 de agosto contra Southport como defensa central, durante el siguiente partido el 14 de agosto marcó el primer gol en el minuto 69 en la derrota por 2-1 en casa contra Stockport, un tiro de cabeza con la pierna derecha en del travesaño. Después de jugar tres veces para Grimsby, Pond extendió su estadía de préstamo hasta enero de 2013. El 8 de septiembre, marcó su segundo gol con el Grimsby en la victoria por 1-0 contra el Forest Green Rovers, un cabezazo desviado de un tiro libre de Frankie Artus.
Luego de un período de préstamo exitoso, Grimsby consideró extender el préstamo de Pond más allá de enero o posiblemente asegurarlo en un contrato permanente, pero el 1 de enero de 2013 admitieron que era poco probable porque Fleetwood estaba interesado en volver a llevar al jugador para verlo. La última aparición de Pond para Grimsby en su período de préstamo trajo su quinto gol de la temporada contra el Hereford United, dos minutos después del juego. Pond comentó antes de su último partido que el período de préstamo había sido exitoso tanto para él como para el club y que disfrutaría la perspectiva de regresar a Grimsby con un contrato permanente en la ventana de transferencia de enero si no pudiera recuperar su lugar en el equipo. equipo de Fleetwood.
Después de firmar un nuevo contrato en mayo de 2015, Pond fue nombrado capitán de Fleetwood. Firmó nuevos contratos de un año tanto en junio de 2016, como en enero de 2017, este último con opción a un año adicional.
Superó el récord de Jack Ainscough de 421 apariciones para Fleetwood en el penúltimo juego de la temporada 2015-16, terminando la temporada con 423 apariciones.
Fleetwood ejerció una extensión de contrato de un año para él al final de la temporada 2017-18.

### Carrera posterior
En mayo de 2018 se unió al equipo de la National League Salford City, donde se reunió con Graham Alexander.
Fue liberado el 16 de mayo de 2020.
El 7 de agosto de 2020 se unió al AFC Flyde después de su despido de Salford City. Siendo nombrado capitán del club, hizo su debut en la primera fecha de la temporada, manteniendo la portería en cero en una victoria por 1–0 sobre Darlington el 6 de octubre. Fue rescindido de su contrato el 7 de mayo de 2021, con el entrenador Jim Bentley diciendo que ha sido una de las decisiones más difíciles como entrenador del club. Pond se unió al AFC Telford United en julio de 2021, el entrenador Gavin Cowan describió la oferta inicial a Pond como "irónica", creyendo que no firmaría, pero dijo que Pond tenía la ambición de otro ascenso en su carrera.
Pond fue liberado el 30 de septiembre, luego de una falta que lo vio ganar una tarjeta roja en un empate de la FA Cup con Stamford, y Cowan lo describió como "completamente inaceptable" y que "no podía defender a Pond".
El 6 de octubre fichó por el Bamber Bridge.

### Selección nacional
Pond fue convocado por Montserrat en octubre de 2019 y debutó el 13 de octubre, jugando 90 minutos ante El Salvador. Marcó su primer gol en la victoria por 1-0 contra Santa Lucía para asegurar que Montserrat avanzara a la clasificación para la  Copa Oro de CONCACAF 2021.

## Estadísticas

### Clubes
| Club                    | Temporada | Liga                 | Liga     | Liga  | FA Cup   | FA Cup | League Cup | League Cup | Otro     | Otro  | Total    | Total |
| Club                    | Temporada | División             | Partidos | Goles | Partidos | Goles  | Partidos   | Goles      | Partidos | Goles | Partidos | Goles |
| ----------------------- | --------- | -------------------- | -------- | ----- | -------- | ------ | ---------- | ---------- | -------- | ----- | -------- | ----- |
| Fleetwood Town          | 2006–07   | NPL Premier Division |          |       | 1        | 0      | ---        | ---        |          |       | 1        | 0     |
| Fleetwood Town          | 2007–08   | NPL Premier Division |          |       | 0        | 0      | ---        | ---        |          |       | 0        | 0     |
| Fleetwood Town          | 2008–09   | Conference North     |          |       | 2        | 0      | ---        | ---        |          |       | 2        | 0     |
| Fleetwood Town          | 2009–10   | Conference North     |          |       | 1        | 0      | ---        | ---        |          |       | 1        | 0     |
| Fleetwood Town          | 2010–11   | Conference Premier   | 23       | 2     | 1        | 0      | ---        | ---        | 0        | 0     | 24       | 2     |
| Fleetwood Town          | 2011–12   | Conference Premier   | 34       | 1     | 4        | 0      | ---        | ---        | 0        | 0     | 34       | 1     |
| Fleetwood Town          | 2012–13   | League Two           | 12       | 0     | 0        | 0      | 0          | 0          | 0        | 0     | 12       | 0     |
| Fleetwood Town          | 2013–14   | League Two           | 41       | 1     | 2        | 0      | 0          | 0          | 8        | 1     | 51       | 2     |
| Fleetwood Town          | 2014–15   | League One           | 27       | 1     | 1        | 0      | 1          | 0          | 0        | 0     | 29       | 1     |
| Fleetwood Town          | 2015–16   | League One           | 21       | 0     | 1        | 0      | 0          | 0          | 4        | 0     | 29       | 1     |
| Fleetwood Town          | 2016–17   | League One           | 32       | 0     | 5        | 0      | 1          | 0          | 1        | 0     | 39       | 0     |
| Fleetwood Town          | 2017–18   | League One           | 30       | 0     | 4        | 0      | 0          | 0          | 2        | 0     | 36       | 0     |
| Fleetwood Town          | Total     | Total                | 220      | 5     | 22       | 0      | 2          | 0          | 15       | 1     | 259      | 6     |
| Grimsby Town (préstamo) | 2012–13   | Conference Premier   | 26       | 0     | 5        | 0      | 0          | 0          | ---      | ---   | 31       | 0     |
| Salford City            | 2018–19   | National League      | 43       | 2     | 2        | 0      | 0          | 0          | ---      | ---   | 45       | 2     |
| Salford City            | 2019–20   | League Two           | 9        | 0     | 0        | 0      | 1          | 0          | 0        | 0     | 10       | 0     |
| Salford City            | Total     | Total                | 52       | 2     | 2        | 0      | 1          | 0          | 0        | 0     | 55       | 2     |
| Total                   | Total     | Total                | 298      | 12    | 24       | 0      | 3          | 0          | 15       | 1     | 340      | 11    |

### Selección nacional
| Selección  | Año   | Partidos | Goles |
| ---------- | ----- | -------- | ----- |
| Montserrat | 2019  | 4        | 1     |
| Montserrat | 2021  | 4        | 1     |
| Montserrat | 2022  | 3        | 0     |
| Total      | Total | 11       | 2     |

| N.º | Fecha                   | Sede                                                      | Adversario                           | Gol | Resultado | Competencia                                        |
| --- | ----------------------- | --------------------------------------------------------- | ------------------------------------ | --- | --------- | -------------------------------------------------- |
| 1.  | 19 de noviembre de 2019 | Campo de críquet Darren Sammy, Gros Islet, Santa Lucía    | Santa Lucía                          | 1–0 | 1–0       | 2019-20 CONCACAF Liga de Naciones B                |
| 2.  | 2 de junio de 2021      | Estadio Panamericano, San Cristóbal, República Dominicana | Islas Vírgenes de los Estados Unidos | 1–0 | 4–0       | Clasificación para la Copa Mundial de la FIFA 2022 |

## Premios y reconocimientos
Fleetwood Town
- North West Counties Football League División Uno 2004–05[cita requerida]
- Subcampeón de la División Uno de Northern Premier League 2005-06[cita requerida]
- Primera División de la Premier League del Norte 2007-08[cita requerida]
- Play-offs de la Conference North 2010[cita requerida]
- Conference Premier 2011–12[31]
- Play-offs de la Football League Two 2014[32]

Salford City
- Play-offs de National League 2019[33]